# Кузьмино (Себежский район)
Кузьмино — деревня в Себежском районе Псковской области России. Входит в состав сельского поселения «Себежское».

## География
Находится на юго-западе региона, в лесной местности по берегу озера Островно или Островно I, на территории национального парка «Себежский».
Уличная сеть не развита.

## Климат
Климат, как и во всем районе, умеренно континентальный. Характеризуется мягкой зимой, относительно прохладным летом, сравнительно высокой влажностью воздуха и значительным количеством осадков в течение всего года. Средняя температура воздуха в июле +17 °C, в январе −8 °C. Средняя продолжительность безморозного периода составляет 130—145 дней в году. Годовое количество осадков — 600—700 мм. Большая их часть выпадает в апреле — октябре. Устойчивый снежный покров держится 100—115 дней; его мощность обычно не превышает 20-30 см.

## История
В 1941—1944 гг. местность находилась под фашистской оккупацией войсками Гитлеровской Германии.
Деревня Кузьмино в советские и постсоветские годы входила в Лавровский сельсовет, который Постановлением Псковского областного Собрания депутатов от 26 января 1995 года переименован в Лавровскую волость.
В 1995—2010 годах деревня Кузьмино входила в Лавровскую волость, вплоть до её упразднения согласно Закону Псковской области от 03.06.2010 № 984-ОЗ.
С 2010 года входит в сельское поселение Себежское.

## Население
| 2001 | 2002 | 2010 |
| ---- | ---- | ---- |
| 7    | ↘3   | ↘2   |

### Национальный и гендерный состав
Согласно результатам переписи 2002 года, в национальной структуре населения русские составляли 100 % от общей численности в 3 чел., из них 1 мужчина, 2 женщины.

## Инфраструктура
Личное подсобное хозяйство, любительское рыболовство.

## Транспорт
Автомобильная дорога общего пользования местного значения «Кузьмино — Рудня» (идентификационный номер 58-254-870 ОП МП 58Н-038), протяженностью в 4,5	км .